# Thomas Canisius
Thomas Kaspar Friedrich Canisius (* 16. Mai 1792 in Nordenbeck; † 25. September 1850 ebenda) war ein deutscher Gutsbesitzer und Politiker.

## Leben
Canisius war der Sohn des Verwalters der Familie von Bourscheidt auf deren Gut Nordenbeck Gutsbesitzers Caspar Heinrich Canisius (* 10. Januar 1742 in Rüthen; † 6. Juli 1796 in Nordenbeck) und dessen Ehefrau Friederike Maria Catharina Pötteken (* 25. März 1757 in Nordenbeck; † 14. Juli 1818 ebenda), evangelisch, die Tochter des Verwalters des Burgguts Nordenbeck Johann Carl Ludwig Pötteken (* 1710 in Winterberg; † 22. August 1787 in Nordenbeck) und dessen Ehefrau Anna Engel geborene Wilhelmi (* 1734; † 17. Mai 1818 in Nordenbeck). Er war katholisch und heiratete am 4. Juli 1826 in Medebach Wilhelmine Antonella Leisten (* 25. April 1792 in Medebach; † 22. Oktober 1865 in Nordenbeck), katholisch, die Tochter des Grundbesitzers und wohlhabender Kaufmanns Johann Friedrich Leisten. Der gemeinsame Sohn Arnold Canisius wurde Erbe und ebenfalls Landstand.
Canisius besuchte von 1803 bis 1810 das Landesgymnasium in Korbach. 1818 nach dem Tod der Mutter übernahm er die Verwaltung des von Bourscheidtschen Guts Nordenbeck und erwarb diese 1827/1829 von Johann Ludwig von Bourscheidt. 1830 ging das Eigentums des Gutes Nordenbeck sowie des im westfälischen Amt Medebach gelegenen Gutes Elkeringhausen auf ihn über. Er verkaufte mehrere ursprünglich zum Gut Nordenbeck gehörenden, jedoch in Preußen liegender Liegenschaften und erwarb 1849 das Gut Hillershausen. Mit dem landtagsfähigen Burggut Nordenbeck verbunden war die Eigenschaft als Landstand. Er gehörte damit vom 28. Oktober 1830 bis zum 14. Juni 1848 dem Landtag des Fürstentums Waldeck-Pyrmont an. Er verstarb an einer Pilzvergiftung.